# Aes grave
Con il termine aes grave (bronzo pesante) gli scrittori romani indicano le monete pesanti in bronzo dei primi tempi della repubblica.

## Storia
In numismatica si intendono le monete fuse di bronzo del IV e III secolo a.C. emesse nell'Italia centrale da diverse popolazioni. Come caratteristica diffusa, il valore è indicato da un segno.
Lo standard il peso di una libbra che poteva essere di 272, 327 o 341 grammi. I valori vanno dall'asse fino all'oncia (lat. uncia).
Il peso degli assi, e dei suoi sottomultipli, conobbe una graduale diminuzione sebbene il valore nominale resterà invariato. Nelle prime serie un asse pesava 273 g, quanto una libbra latina, e il peso dei sottomultipli era direttamente proporzionale al loro valore, un semisse (che valeva 1/2 asse) pesava 136 g così via fino all'oncia, del valore di 1/12 di asse del peso di 22,75g. In questa serie dell'asse librale, in cui un asse pesava quanto una libbra, le monete erano tutte fuse.
| Quantità  | Valore    | Peso    |
| --------- | --------- | ------- |
| Asse      | 12 once   | 273 g   |
| Semisse   | 1/2 asse  | 136,5 g |
| Triente   | 1/3 asse  | 91 g    |
| Quadrante | 1/4 asse  | 68,25 g |
| Sestante  | 1/6 asse  | 45,5 g  |
| Oncia     | 1/12 asse | 22,75 g |

Successivamente, nella seconda metà del III secolo a.C., il peso dell'asse diminuì, più precisamente pesava quanto mezza libbra, ma in questo momento non venne più presa come unità di misura la libbra latina di 273 g., bensì la libbra romana di 327 g che da questo momento diverrà l'unità di misura fissa. Conseguentemente adesso un asse pesava quanto mezza libbra romana: 163,5 g, e i sottomultipli vennero adattati al nuovo peso dell'asse. In questa serie le monete sono fuse tranne il sestante e l'oncia che sono coniate.
| Quantità  | Valore    | Peso    |
| --------- | --------- | ------- |
| Asse      | 12 once   | 163,5 g |
| Semisse   | 1/2 asse  | 81,75 g |
| Triente   | 1/3 asse  | 54,5 g  |
| Quadrante | 1/4 asse  | 40,8 g  |
| Sestante  | 1/6 asse  | 27,25 g |
| Oncia     | 1/12 asse | 13,6 g  |

Attorno al 214 a.C. si assistette alla riduzione sestantiaria in cui l'asse pesa 1/6 di libbra romana. Da questa riduzione in poi tutte le monete verranno coniate e non più fuse.
| Quantità  | Valore    | Peso    |
| --------- | --------- | ------- |
| Asse      | 12 once   | 54,5 g  |
| Semisse   | 1/2 asse  | 27,25 g |
| Triente   | 1/3 asse  | 18,6 g  |
| Quadrante | 1/4 asse  | 13,6 g  |
| Sestante  | 1/6 asse  | 9 g     |
| Oncia     | 1/12 asse | 4,5 g   |

Un'altra riduzione si ha nel 209 a.C. in cui un asse pesa quanto un'oncia di libbra romana ossia 27,25 g.
| Quantità  | Valore    | Peso    |
| --------- | --------- | ------- |
| Asse      | 12 once   | 27,25 g |
| Semisse   | 1/2 asse  | 13,6 g  |
| Triente   | 1/3 asse  | 9 g     |
| Quadrante | 1/4 asse  | 6,8 g   |
| Sestante  | 1/6 asse  | 4,5 g   |
| Oncia     | 1/12 asse | 2,2 g   |

L'ultima riduzione si ha nell'89 a.C. con la lex papiria, con tale riduzione l'asse pesava adesso quanto 1/2 oncia di libbra romana ossia 13,6 g, e via via i sottomultipli fino all'oncia che pesava quanto 1/24 oncia ossia 1,1g.
| Quantità  | Valore    | Peso   |
| --------- | --------- | ------ |
| Asse      | 12 once   | 13,6 g |
| Semisse   | 1/2 asse  | 6,8 g  |
| Triente   | 1/3 asse  | 4,5 g  |
| Quadrante | 1/4 asse  | 3,4 g  |
| Sestante  | 1/6 asse  | 2,2 g  |
| Oncia     | 1/12 asse | 1,1 g  |

## Roma
Nella monetazione romana i valori sono così rappresentati al dritto:
| Immagine         | valore    | segno           |
| ---------------- | --------- | --------------- |
| Giano bifronte   | Asse      | I               |
| Saturno          | Semisse   | S               |
| Minerva con elmo | Triente   | quattro globuli |
| Ercole           | Quadrante | tre globuli     |
| Mercurio         | Sestante  | due globuli     |
| Bellona          | Oncia     | un globulo      |

Sul rovescio una prua di nave. La stessa simbologia sarà usata in tutto il periodo repubblicano di norma anche per le monete di bronzo battute.

## Altre città
Oltre a Roma, diverse altre città e popolazioni dell'Italia centrale e meridionale emettono serie di aes grave. Troviamo questo tipo di monete nella monetazione umbra e nella monetazione etrusca. In Etruria la più ricca è la monetazione di Volaterrae. Nelle altre parti dell'Italia centrale sono rilevanti le monetazioni di Ariminum (Rimini), Iguvium (Gubbio), Tuder (Todi), Ausculum (Ascoli Satriano), Firmum (Fermo), Hatria - Hadria (Atri) e quelle emesse dai Latini. In Italia meridionale le serie più importanti sembrano appartenere a Luceria (Lucera)
Spesso l'attribuzione delle serie ad una determinata città è fondata su argomenti tenui.
Ad esempio esiste una serie caratterizzata da un kantharos al rovescio, che veniva in precedenza attribuita alla città di Cales: la precedente attribuzione, dovuta a Haeberlin, Head e Sydenham, era motivata con la presenza al diritto, nelle prime tre monete della serie, della testa di Minerva simile a quelle dalle didramme calene. Più recentemente sia Thurlow-Vecchi che Rutter et al. la definiscono di origine incerta.
Altre serie incerte sono definite in base ad un elemento unificante: un delfino, vaso, clava.